# Pratylenchus pratensis
Espèce
Pratylenchus pratensis est une espèce de nématodes de la famille des Pratylenchidae. C'est un nématode phytopathogène, endoparasite des racines des plantes. Cela peut conduire à la formation de tuméfactions qui, après dissection, contiennent des nématodes. Il parasite un grand nombre de plantes différentes, dont par exemple Beta, Hordeum, Lactuca, Lycopersicon esculentum (la Tomate), Solanum tuberosum (la Pomme de terre), etc..

## Répartition
L'espèce est présente en Europe,, en Afrique, en Guyane, en Martinique.

## Liste des sous-espèces
Selon GBIF (16 mai 2021) :
- Pratylenchus pratensis subsp. bicaudatus Meyl, 1954
- Pratylenchus pratensis subsp. pratensis
- Pratylenchus pratensis subsp. tenuistriatus Meyl, 1953

## Taxonomie
L'espèce a été initialement classée dans le genre Tylenchus sous le protonyme Tylenchus pratensis par le zoologiste néerlandais Johannes Govertus de Man en 1880. Elle est déplacée dans le genre Pratylenchus par le spécialiste russe des nématodes Ivan Filipiev, en 1936, sous le nom Pratylenchus pratensis,.
Pratylenchus pratensis a pour synonymes, :
- Anguillulina pratensis (de Man, 1880) Goffart, 1929
- Pratylenchus helophilus Seinhorst, 1959
- Pratylenchus irregularis Loof, 1960
- Tylenchus pratensis de Man, 1880